# Scheggia e Pascelupo
Scheggia e Pascelupo är en kommun i provinsen Perugia i regionen Umbrien i Italien. Kommunen hade 1 333 invånare (2018).